# Формула Кобе
Безъядерная формула Кобе (яп. 非核神戸方式) — комплекс мер, предпринятых региональными общественными организациями для предотвращения ввоза ядерного оружия в городской порт Кобе (префектура Хиого). В этой политике нашли выражение на уровне местного самоуправления «три безъядерных принципа» (яп. 非核三原則). Городские власти Кобе обязывают заходящие в порт суда предъявлять «безъядерные сертификаты», подтверждающие, что на борту у иностранных военных судов нет ядерного оружия. Кроме порта Кобе порты Хакодатэ, Коти, Кагосимы и других городов рассматривают возможность внедрить эту политику и стремятся принять постановления схожего содержания.

## История
После поражения Японии во второй мировой войне порт Кобе был оккупирован войсками антигитлеровской коалиции, и освобождён лишь к 1951 году. Но и после этого шестой мол нового порта оставался реквизированным и использовался как ремонтно-этапная база для вооружённых сил США во время корейской и вьетнамской войн. 18 марта 1975 года муниципальное собрание Кобе (т.е. городской совет) приняло «резолюцию о запрете захода в городской порт военных кораблей с ядерным вооружением» и с тех пор проводит эту политику. После принятия резолюции военные суда Франции, Италии, Индии и других стран по предъявлении «сертификата» заходили в порт, однако военно-морские силы США выступали с критикой «формулы» и демонстративно не заходили в порт Кобе, используя расположенный по соседству порт Химэзди.

## Негативные последствия
После Великого землетрясения Хансин-Авадзи, которое произошло в 1995 году, правительство США предложило Японии отправить корабли американского военного флота в порт Кобе для оказания помощи. Однако этот проект не был реализован,так как городские власти Кобе не были готовы принять это предложение из-за существующей политики.